# Adam Russo
Adam Russo (Montréal, 12 aprile 1983) è un allenatore di hockey su ghiaccio e hockeista su ghiaccio canadese naturalizzato italiano, milita come portiere nei Maxville Mustangs, squadra della Eastern Ontario Senior Hockey League.

## Carriera

### Club
È arrivato in Italia a 21 anni, nel 2003, messo sotto contratto dall'Asiago Hockey. Ha poi cambiato una squadra l'anno: Alleghe HC, HC Torino Bulls e HC Merano.
Con la maglia degli altoatesini, Russo ha vinto nella stagione 2006-2007 il campionato di Serie A2, ma la squadra ha rinunciato alla promozione.
Nella stagione 2007-2008 Adam Russo ha giocato per la squadra dell'Hockey Club Bolzano, back-up di Phil Groeneveld. Dopo una sola stagione, e dopo aver partecipato ai mondiali 2008 con la maglia azzurra senza scendere mai sul ghiaccio, si è accasato nel campionato francese, all'ASG Tours.
Dopo una stagione è tornato in Nord America, ai Port Huron Icehawks, in IHL, dove ha raccolto 36 presenze con risultati tali da farsi mettere sotto contratto dagli Houston Aeros, squadra AHL. Il periodo di prova tuttavia non andò bene, e, dopo aver terminato la stagione con gli Icehawks, Russo si accasò ai Port Huron Icehawks in UHL.
Scomparsi gli Icehawks, all'inizio del 2010-2011 è tornato per un mese in Italia, al SG Cortina, dove ha sostituito a gettone l'infortunato Ryan Munce, fino all'acquisto di Adam Munro. Ha poi proseguito la stagione in CHL con i Quad City Mallards, mentre per la stagione successiva è rimasto nello stesso campionato, ma con i Wichita Thunder. Dal 2012 milita invece per gli Arizona Sundogs, altra squadra della CHL.

### Nazionale
Nel 2006 Russo esordì con la maglia della Nazionale, e due anni dopo prese parte ai Mondiali 2008, senza scendere sul ghiaccio. Dopo la vittoria nel torneo di Prima Divisione 2009 fu convocato anche per i mondiali di Germania 2010.

## Palmarès

### Nazionale
- Campionato mondiale di hockey su ghiaccio - Prima Divisione: 1

Polonia 2009

### Individuale
- CHL First All-Star Team: 1

2002-2003
- CHL Goaltender of the Year: 1

2002-2003
- QMJHL Jacques Plante Trophy: 1

2002-2003
- Ligue Magnus All-Star Team: 1

2008-2009